# Електромагнітна індукція
Електромагні́тна інду́кція — явище створення в просторі вихрового електричного поля змінним магнітним потоком. Одним із наслідків електромагнітної індукції є зв'язок між змінними електричним та магнітними полями в електромагнітній хвилі, інший наслідок, практично важливий для генерації електричного струму, — виникнення електрорушійної сили в провідному контурі, магнітний потік через який змінюється. Одиниці вимірювання електромагнітної індукції — тесла (в системі СІ), гаус (у системі СГС); 1 Тл = 104 Гс.
Явище електромагнітної індукції відкрив у 1831 році Майкл Фарадей. До того було відомо, що електричний струм у провіднику створює магнітне поле. Однак оберненого явища не спостерігалося. Постійне магнітне поле не створює електричного струму. Фарадей встановив, що струм виникає при зміні магнітного поля. Якщо підносити й віддаляти до рамки з провідного матеріалу постійний магніт, то стрілка підключеного до рамки вольтметра відхилятиметься, детектуючи електричний струм. Ще краще це явище проявляється, якщо вставляти (виймати) магнітне осердя в котушку з намотаним провідником.

## Електрорушійна сила
Вчений фізик Фарадей встановив кількісний закон електромагнітної індукції, описавши його рівнянням:
{\displaystyle {\mathcal {E}}=-N{{d\Phi } \over dt}},
де
{\displaystyle {\mathcal {E}}} — електрорушійна сила (ЕРС), яка виникає в котушці, що перебуває у змінному магнітному полі, у вольтах
N — кількість витків у котушці
Φ — магнітний потік у веберах.
Якщо в провіднику виникає електрорушійна сила, то відповідно, індукований в ньому струм буде визначатися за законом Ома формулою
{\displaystyle I={\frac {\mathcal {E}}{R}}},
де R — опір провідника. Такий струм називається індукційним струмом.

## Закон електромагнітної індукції в інтегральній формі
Джеймс Клерк Максвелл узагальнив закон електромагнітної індукції, записавши його через напруженість електричного поля і магнітну індукцію.
{\displaystyle \ \oint \mathbf {E} d\mathbf {l} =-{\frac {1}{c}}{\frac {\partial \Phi }{\partial t}}=-{\frac {1}{c}}{\frac {\partial }{\partial t}}\int \mathbf {B} d\mathbf {S} },
де {\displaystyle \mathbf {E} } — напруженість електричного поля, {\displaystyle \mathbf {B} } — магнітна індукція, c — швидкість світла у вакуумі.

## Закон електромагнітної індукції в диференціальній формі
Закон електромагнітної індукції в диференціальній формі задається другим рівнянням Максвела
{\displaystyle {\text{rot}}\;\mathbf {E} =-{\frac {1}{c}}{\frac {\partial \mathbf {B} }{\partial t}}},
Електричне поле, яке виникає при зміні магнітного поля призводить до появи електрорушійної сили.

## Закон електромагнітної індукції для випадку змінного у часі контуру
Можна помітити, що інтегральне рівняння Максвелла для ротора напруженості електричного поля, не враховує залежності поверхні від часу, а отже, оператор похідної по часу не можна виносити за інтеграл, не зафіксувавши при цьому елемент вектора площі {\displaystyle \ d\mathbf {S} }. Проте результат, що отриманий при виведенні цього рівняння, можна узагальнити. Для цього треба взяти повну похідну від виразу {\displaystyle \ {\frac {1}{c}}\int \mathbf {B} d\mathbf {S} }:
{\displaystyle \ {\frac {1}{c}}{\frac {d}{dt}}_{t=t_{0}}\int \mathbf {B} d\mathbf {S} ={\frac {1}{c}}\int {\frac {\partial \mathbf {B} }{\partial t}}d\mathbf {S} _{0}+{\frac {1}{c}}\int \mathbf {B} _{0}{\frac {d\mathbf {S} (t)}{dt}}}.
Оскільки елемент вектора площі дорівнює
{\displaystyle \ d\mathbf {S} =-[d\mathbf {l} \times \mathbf {v} _{0}dt]},
що описується як сегмент кривої {\displaystyle \ d\mathbf {l} }, що був пройдений за час {\displaystyle \ dt} із швидкістю {\displaystyle \ \mathbf {v} _{0}}, то, використовуючи роторне рівняння Максвелла для напруженості електричного поля і щойно написане, можна отримати, що
{\displaystyle \ {\frac {1}{c}}{\frac {d}{dt}}_{t=t_{0}}\int \mathbf {B} d\mathbf {S} =-\int [\nabla \times \mathbf {E} ]d\mathbf {S} _{0}-{\frac {1}{c}}\int (\mathbf {B} _{0}\cdot [d\mathbf {l} \times \mathbf {v} _{0}])=-\int \mathbf {E} _{0}d\mathbf {l} -{\frac {1}{c}}\int [\mathbf {v} _{0}\times \mathbf {B} _{0}]d\mathbf {l} =-\int \left(\mathbf {E} _{0}+{\frac {1}{c}}[\mathbf {v} _{0}\times \mathbf {B} _{0}]\right)d\mathbf {l} =}
{\displaystyle \ =-{\frac {1}{q}}\int \mathbf {F} _{L}d\mathbf {l} =-|\mathbf {F} _{ind.}|\Rightarrow |\mathbf {F} _{ind}|=-{\frac {1}{c}}{\frac {d\Phi }{dt}}}.
Цей вираз називається законом Фарадея для випадку змінного у часі контуру.

## Використання
Явище електромагнітної індукції використовується у генераторах електричного струму, трансформаторах, динамо-машинах, лічильниках електроенергії тощо, тобто є основою виробництва й споживання електричної енергії.